# 1888 w sztukach plastycznych
Wydarzenia w sztukach plastycznych i wizualnych w 1888 roku.

## Malarstwo

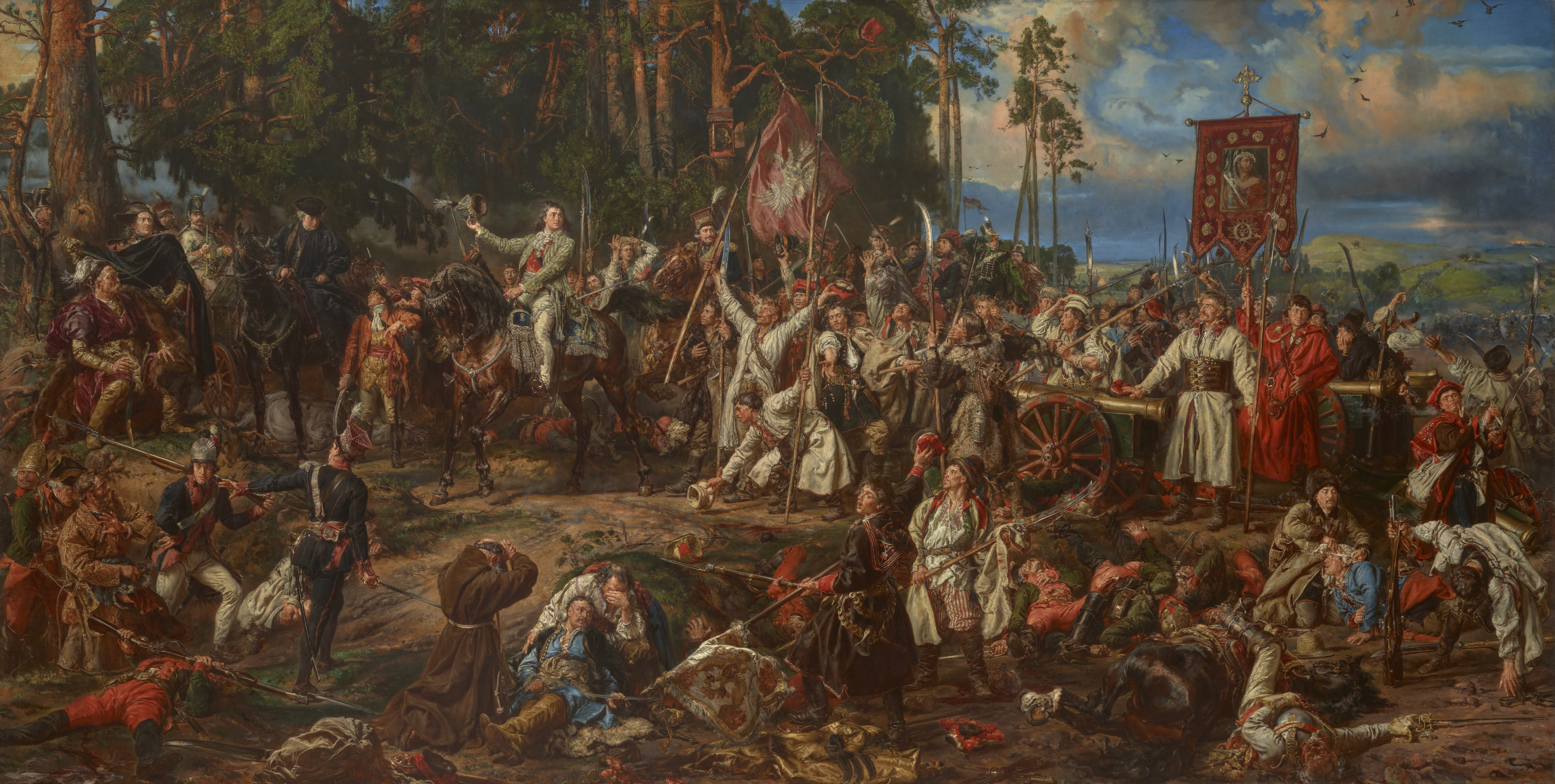
Jan Matejko Kościuszko pod Racławicami

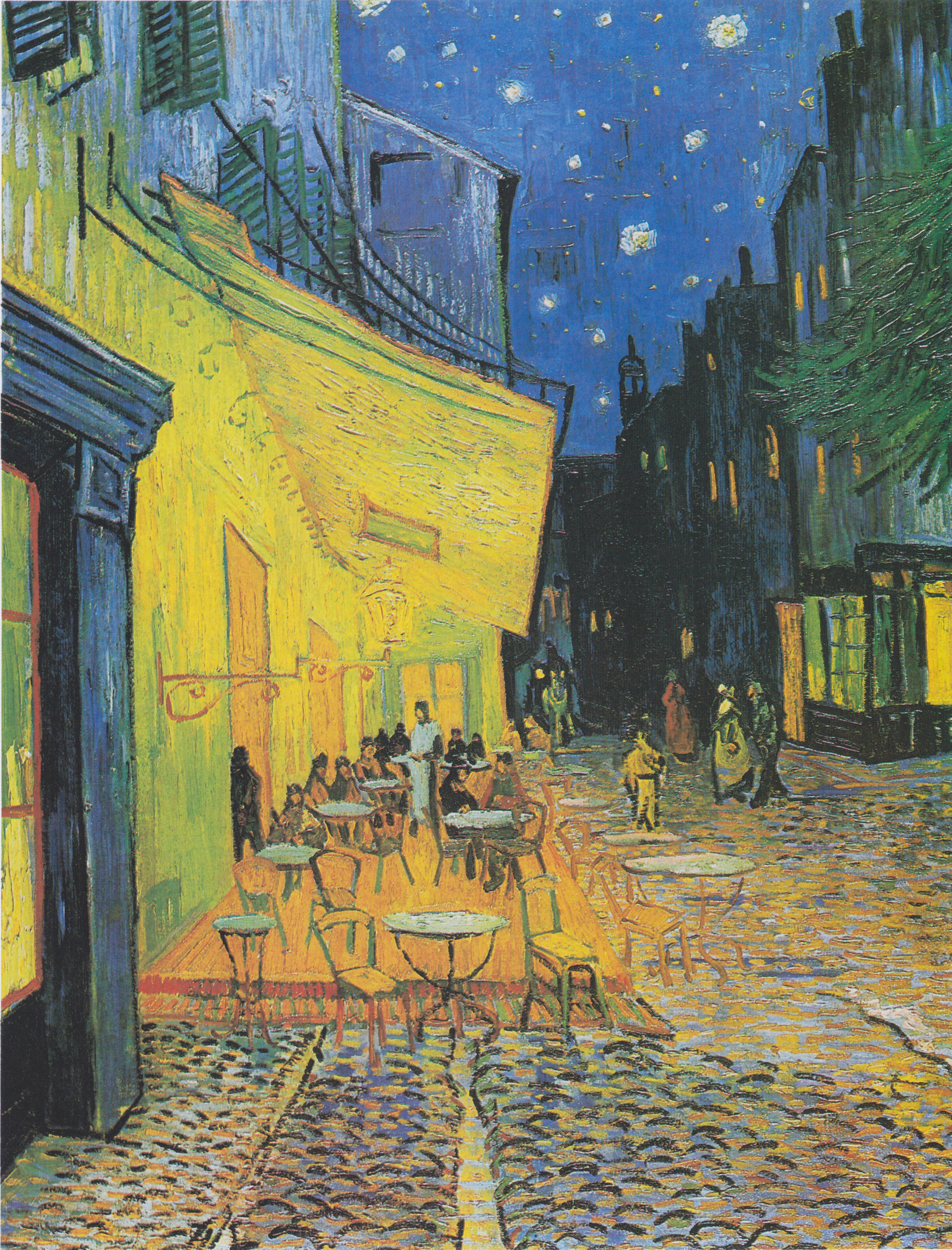
Vincent van Gogh Kawiarniany taras

- Tadeusz Ajdukiewicz

Przy studni – olej na płótnie, 64 × 55 cm, w kolekcji Muzeum Narodowego w Krakowie
- Albert Bierstadt

The Last of the Buffalo – olej na płótnie, 180,3 × 301 cm, w kolekcji National Gallery of Art w Waszyngtonie
- Józef Chełmoński

Noc gwiaździsta
- Adam Chmielowski

Opuszczona plebania – olej na płótnie, 71,5x56,8 cm
- Edgar Degas

Przed wyścigiem
- James Ensor

Wjazd Chrystusa do Brukseli
- Paul Gauguin

Autoportret z portretem Bernarda
Chrystus w ogrójcu
Wizja po kazaniu
- Julian Fałat

Świteź (I) – akwarela
Świteź (II) – akwarela na papierze, 72 × 55,5 cm
Las – akwarela na papierze, 25 × 55 cm
Polowanie na niedźwiedzia – olej na płótnie, 56 × 106 cm
- Vincent van Gogh

Czerwone winnice w Arles
Portret sprzedawcy farb "ojca" Tanguy (zima 1887-1888, Paryż) – olej na płótnie, 65 × 51 cm
Most w Langlois z praczkami (marzec, Arles) – olej na płótnie, 54 × 65 cm
Kwitnące drzewo brzoskwini (marzec, Arles) – olej na płótnie, 73 × 59,5 cm
Widok równiny Crau pod Arles z Montmajour w tle (czerwiec, Arles) – olej na płótnie, 73 × 92 cm
Łodzie z Saintes-Maries (czerwiec, Arles) – olej na płótnie, 65x81,5 cm
Żuaw Milliet (czerwiec, Arles) – olej na płótnie, 81x65 cm
La Mousme w fotelu (lipiec, Arles) – olej na płótnie, 74 × 60 cm
Dwanaście słoneczników w wazonie (sierpień, Arles) – olej na płótnie, 91 × 72 cm
Wiejski listonosz Joseph Roulin (sierpień, Arles) – olej na płótnie, 81,2 × 65,3
Nocna kawiarnia (wrzesień, Arles) – olej na płótnie, 70 ×89 cm
Kawiarniany taras (wrzesień, Arles) – olej na płótnie, 81 × 65,5 cm
Żółty dom (wrzesień, Arles) – olej na płótnie, 72 × 91,5 cm
Arlezjanka: Madame Ginoux z książkami (listopad, Arles) – olej na płótnie, 91,4 × 73 × 7 cm
Martwa natura: Wazon z oleandrem i książkami (sierpień, Arles) – olej na płótnie, 60,3 × 73,6 cm
Mężczyzna i kobieta w parku (październik, Arles) – olej na płótnie, 73 × 92 cm
Siewca (według Milleta, czerwiec, Arles) – olej na płótnie, 64 × 80,5 cm
Siewca (listopad, Arles) – olej na płótnie, 73,5 × 93 cm
Most na Rodanie przy Trinquetaille w Arles (październik, Arles) – olej na płótnie, 73,5x92,5 cm
Krzesło van Gogha z Arles z fajką (grudzień, Arles) – olej na płótnie, 90,5 × 72,5 cm
Krzesło Gauguina z Arles z książkami i świecą (grudzień 1888) – olej na płótnie, 90,5 × 72,5 cm
- Ivana Kobilca

Pijąca kawę – olej na płótnie, 100 × 70 cm
- Jacek Malczewski

Topielec w uściskach dziwożony
- Jan Matejko

Chrzest Litwy
Kościuszko pod Racławicami
- Claude Monet

Topole w Giverny. Wschód słońca
- Auguste Renoir

Menina z kwiatami
- Georges Seurat

Niedziela w Port-en-Bessin
Łódki rybackie w Port-en-Bessin
Sekwana w Courbevoie
- Alfred Sisley

Praczki z Moret
Moret w deszczu (1887-1888)

## Rysunek
- Vincent van Gogh

"Ojciec" Tanguy (zima 1887-1888, Paryż) – ołówek, 21,5 × 13,5 cm

## Rzeźba
- Auguste Rodin

Mieszczanie z Calais (1885-1888)
Pocałunek (1886-1888)

## Urodzeni
- Zofia Plewińska-Smidowiczowa (zm. 1944), polska malarka, graficzka, ilustratorka i rysowniczka
- Hans Richter (zm. 1976), niemiecki artysta, twórca i teoretyk ruchu dada

## Zmarli
- Edward Lear (ur. 1812), angielski rysownik i poeta